# Елезов, Вячеслав Григорьевич
Вячеслав Григорьевич Елезов — советский хозяйственный и политический деятель.

## Биография
Родился в 1935 году в деревне Петровская. Член КПСС.
Окончил Архангельское мореходное училище, Ленинградский институт водного транспорта, Заочную высшую партийную школу при ЦК КПСС.
В 1960—1963 гг. — старший инженер по капитальному строительству Исакогорской ремонтно-эксплуатационной базы.
В 1963—1965 гг. — инструктор, заведующий промышленно-транспортным отделом Исакогорского райкома КПСС г. Архангельска.
В 1965—1980 гг. — инструктор, заместитель заведующего, заведующий отделом строительства Архангельского обкома КПСС.
В 1980—1985 гг. — первый секретарь Архангельского горкома КПСС.
В 1985—1990 гг. — секретарь, второй секретарь Архангельского обкома КПСС.
В 1994—2005 гг. — советник первого заместителя председателя правительства администрации Архангельской области.
Делегат XXVI съезда КПСС.
Жил в Архангельске.

## Награды
- Орден Трудового Красного Знамени (дважды)
- Орден Знак Почёта